# Adelaide Cabete
Adelaide de Jesus Damas Brazão Cabete connue sous le nom d'Adelaide Cabete, née le 25 janvier 1867 à Alcáçova et morte le 14 septembre 1935 à Lisbonne, est une des principales féministes portugaises du début du XXe siècle.
Elle prend une part active dans l'instauration de la République portugaise. Médecin obstétricienne, gynécologue, franc-maçonne, publiciste, militante pacifiste et avocate de causes humanistes, elle est à l'origine de la création du Conseil national des femmes portugaises avec lequel, elle revendique des droits civiques et sociaux pour les femmes.

## Biographie
Adelaide Cabete est d'origine modeste, elle est la fille d'Ezequiel Duarte Brazão et Balbina dos Remédios Damas, elle participe dès son plus jeune âge à des travaux arboricoles et de domestique dans les maisons bourgeoises d'Elvas. Elle épouse un sous-officier de l'armée, Manuel Fernández Cabete, un républicain qui l'aide dans ses travaux ménagers et l'incite à l'activisme républicain et féministe, en l’encourageant à étudier pour. En 1889, à vingt-deux ans, elle obtient l'examen de l'enseignement primaire et en 1894, elle est élève dans le secondaire.
En 1895, ils déménagent et s'installent à Lisbonne, où elle s'inscrit l'année suivante dans la « Escola médico-Cirúgica ». À 32 ans en 1900, elle soutient une thèse de doctorat sur « la protection des femmes enceintes pauvres comme moyen de promouvoir le développement physique des nouvelles générations ». Elle se spécialise en obstétrique et gynécologie et ouvre une officine dans un quartier de Lisbonne (Baixa pombalina).

## Franc-maçonnerie
Initié le 1er mars, 1907, au sein de la loge féminine Humanidade no 276 au Rite écossais ancien et accepté et par la suite au Rite français, elle choisit de porter symboliquement le nom de Louise Michel en l'honneur de l'anarchiste française, franc-maçonne comme elle. Sa loge travaille sous les auspices du Grand Orient lusitanien jusqu'en 1914. Elle est admise dans les hauts grades et reçoit le 18e du REAA le 10 juillet 1911. Entre 1920 et 1923, plusieurs débats remettent en cause l'autonomie des loges féminines au sein de l'obédience, malgré le soutien de plusieurs loges masculines, l’égalité de traitement entre loges féminines et masculines est aboli, les instances de l'obédience demandent alors à la loge Humaninade de se constituer en loge d'adoption sous tutelle d'une loge masculine.
Après cet acte de régression et après avoir été vénérable maître d'Humanidade (exclusivement féminin), elle quitte l'obédience et demande au Suprême conseil du Droit Humain en France de lui octroyer une patente de fondation de la Fédération portugaise du Droit humain. Le 23 mai 1923, Le grand maitre, président du Droit humain international, confie à la sœur Adélaide Cabete la patente de création de la fédération et procède à l'installation de la loge « Le Droit humain n°776 Humanidade » à l'orient de Lisbonne.

## Féminisme
Adelaide Cabete crée plusieurs organisations de femmes, notamment le Conselho Nacional das Mulheres Portuguesas (Conseil national des femmes portugaises), dont elle est présidente de 1914 à sa mort en 1935. De 1920 à 1929, elle rédige également le bulletin du Conseil, Alma feminina. Elle participe à l’organisation des deux premiers congrès féministes tenus au Portugal, en 1924 et 1928. Elle écrit de nombreux articles, principalement de nature médicale, mais aussi en lien avec ses préoccupations sociales. Elle écrit également des articles féministes dans Alma feminina et ailleurs. Elle prône l’éducation sexuelle des enfants dans les écoles et s’exprime contre la corrida et contre l’utilisation de jouets guerriers. Lors du premier congrès féministe de 1924, elle présente une communication sur « La situation des femmes mariées face aux biens du couple ». Pour l’époque, ses idées sont très progressistes. 

## Fin de vie
En 1929, déçue par le gouvernement autoritaire de l’Estado Novo, accompagnée de son neveu, Adelaide Cabete part pour l'Angola portugais, où elle œuvre pour défendre les droits des peuples indigènes et pour fournir des soins médicaux. En 1934, elle est blessée dans un accident d’arme à feu et décide de retourner à Lisbonne. Là, sa santé étant encore précaire, elle fait une chute et se casse une jambe. Elle meurt à Lisbonne le 14 septembre 1935.

## Publications
- 1908a. “A Mulher e a religião”. Almanach Democrático, 22-23
- 1908b. “A Tribuna Feminina: Protecção às mulheres grávidas pobres”. A Republica, 12 de septiembre
- 1925. “Amamentação Maternal”. Alma Feminina 3, jul-set. 19-22
- 1928. “O ensino da puericultura na escola infantil”. Alma Feminina, marzo-abril. 10-13
- 1929. “Eugénica e Eugenética”. Tesis presentada al 2º Congreso Nacional Abolicionista, Lisbonne. [Artegráfica, 1]
- 1931. “Selecção Humana”. Alma Feminina 3, 4, marzo y abril; 5 y 6, mayo-junio, 20-22; 7 y 8, julio-agosto, 27-28